# Rui Lavarinhas
Rui Agostinho Do Couto Lavarinhas (Vila Nova de Anha, Viana do Castelo, 9 de gener de 1971) es un ciclista portuguès, ja retirat, que fou professional entre 1997 i 2007. En el seu palmarès destaquen la Volta a Veneçuela de 1999 i el Campionat de Portugal en ruta de 2002. El 2003, junt amb el seu company d'equip David Bernabéu, va donar positiu en un control antidopatge durant la disputa de la París-Niça. Fou sancionat durant mig any, entre agost de 2003 i maig de 2004.

## Palmarès
- 1998
  - 1r al GP Gondomar
- 1999
  - 1r a la Volta a Veneçuela i vencedor de 2 etapes
  - 1r al Gran Premi Abimota i vencedor d'una etapa
  - 1r al GP Gondomar
- 2002
  -  Campió de Portugal en ruta
  - 1r al Gran Premi Mosqueteiros-Rota do Marquês i vencedor d'una etapa.
- 2005
  - Vencedor d'una etapa de la Volta a Portugal

### Resultats a la Volta a Espanya
- 2001. 27è de la classificació general
- 2002. 32è de la classificació general